# Elephant (píseň)
„Elephant“ je singl polské zpěvačky Margaret, vydaný dne 27. srpna 2016. Píseň napsala a složila Margaret ve spolupráci s Joakimem Buddeem a Thomasem Karlssonem. Za produkci kompozice odpovídal Joakim Buddee. Píseň se umístila na 21. pozici v žebříčku AirPlay – Top nejhranějších skladeb polských rozhlasových stanic.

## Vznik písně a historie vydání
Kompozice byla napsána a složena zpěvačkou Margaret, Joakimem Buddeem a Thomasem Karlssonem. Za mixing a mastering písně zodpovídal Fredrik Jansson, zatímco produkci nahrávky na sebe vzal Joakim Buddee. Singl byl vydán ke stažení v digitální podobě 27. srpna 2016 v Polsku prostřednictvím společnosti Magic Records a Extensive Music. Singl je umístěn na reedici debutového alba Add the Blonde.
| Region | Datum          | Formát               | Vydavatel                      |
| ------ | -------------- | -------------------- | ------------------------------ |
| Polsko | 27. srpen 2016 | Digitální distribuce | Magic Records, Extensive Music |

## Premiéra a vystoupení na živo
Premiéra singlu se konala 26. srpna 2016 v rádiu RMF FM. Ve stejný den zpěvačka představila singl poprvé v přímém přenosu na slavnostním galavečeru Eska Music Awards 2016 ve Štětíně, který vysílala stanice TVP1.

## Videoklip
Premiéra videoklipu k písni se konala 13. září 2016 prostřednictvím oficiální mobilní aplikace Margaret. Klip režírovala Bogna Kowalczyk a titulní roli slona si ve videoklipu zahrál Przemysław Dębkowski.

## Použití singlu
V srpnu byl 2016 se fragment kompozice objevil v reklamním spotu na obuv Deichmann v hlavní roli s Margaret, který měl za účel zpropagovat podzimní kolekci bot a doplňků s podpisem zpěvačky.

## Tvůrci
- Margaret – zpěv, autor hudby a textu
- Joakim Buddee – autor hudby a textu, hudební produkce
- Thomas Karlsson – autor hudby a textu
- Fredrik Jansson – mixing, mastering

## Seznam skladeb
Digital download
1. „Elephant” – 3:06

## Žebříčky

### Umístění v žebříčcích AirPlay
| Země   | Žebříček (2016)   | Nejvyšší pozice |
| ------ | ----------------- | --------------- |
| Polsko | AirPlay – Top     | 21              |
| Polsko | AirPlay – Nowości | 1               |

### Pozice v rozhlasových hudebních hitparádách
| Země   | Žebříček (2016)                           | Nejvyšší pozice |
| ------ | ----------------------------------------- | --------------- |
| Polsko | Radio Bielsko (Codzienna Lista Przebojów) | 1               |
| Polsko | Radio Eska (Gorąca 20)                    | 3               |
| Polsko | Radio Szczecin (SLiP)                     | 32              |
| Polsko | Radio Zet (Lista przebojów)               | 13              |
| Polsko | RMF FM (POPLista)                         | 9               |
| Polsko | RMF Maxxx (Hop Bęc)                       | 5               |

## Ocenění a nomniace
| Rok  | Soutěž                            | Kategorie    | Výsledek  |
| ---- | --------------------------------- | ------------ | --------- |
| 2016 | Hit roku rádia RMF FM v roce 2016 | Przebój roku | 76. místo |